# Liste der Bodendenkmale in Rosenbach (Oberlausitz)
In der Liste der Bodendenkmale in Rosenbach sind die Bodendenkmale der Gemeinde Rosenbach und ihrer Ortsteile nach dem Stand der Auflistung von Harald Quietzsch und Heinz Jacob aus dem Jahr 1982 aufgelistet. Eventuelle Änderungen und Ergänzungen, insbesondere aus der Zeit nach der Wende, sind nicht berücksichtigt, da für Sachsen aktuell keine neueren allgemein zugänglichen Bodendenkmallisten vorliegen. Die Baudenkmale sind in der Liste der Kulturdenkmale in Rosenbach (Oberlausitz) aufgeführt.
| Denkmal-ID | Fundart            | Ortsteil    | Bezeichnung               | Zeitstellung    | Lage | Bemerkungen                                                                                               | Bild |
| ---------- | ------------------ | ----------- | ------------------------- | --------------- | --- | --- | ---- |
| ?          | Befestigung > burg | Bischdorf   | Wehranlage „Rotsteinwall“ | Mittelalter     | westnordwestlich von Obersohland in südlicher Gipfellage auf dem Rotstein, auf dem Gebiet der Gemarkungen Bischdorf und Obersohland | vorgezogener weitgreifender Vorwall mit Hauptburg, Schutz seit 26. Juli 1939, erneuert 20. September 1958 |      |
| ?          | besonderer Stein   | Herwigsdorf | Steinkreuz                | Spätmittelalter | Ortsmitte, direkt nördlich des Kirchhofs, eingemauert                                                                               | Einzeichnung einer Klingenwaffe, Schutz seit 22. Oktober 1970                                             |      |
| ?          | besonderer Stein   | Herwigsdorf | Steinkreuz                | Spätmittelalter | Ortsmitte, auf Straßenniveau in die westliche äußere Kirchhofsmauer eingemauert                                                     | Lanzeneinzeichnung, Schutz seit 22. Oktober 1970                                                          |      |